# Carl Andreas Naumann
Pour les articles homonymes, voir Naumann.
Carl Andreas Naumann est un ornithologue allemand, né en 1786 et mort en 1854.
Il est le fils du fermier et ornithologue allemand Johann Andreas Naumann (1744-1826). Il participe à l’œuvre de son frère, aussi ornithologue, Johann Friedrich Naumann (1780-1857), notamment en enrichissant la collection de la famille avec près de 50 000 spécimens qu’il chasse ou qu’il capture vivants.